# 판보이쩌우
판보이쩌우(베트남어: Phan Bội Châu / 潘佩珠, 반패주, 1867년 12월 26일 ~ 1940년 10월 29일)는 베트남의 민족주의자, 혁명가, 독립운동가로서 20세기 베트남 민족주의의 선구자적 인물이다.
호는 사오남(베트남어: Sào Nam / 巢南, 소남)이다.

## 생애
베트남 북부 응에안 성에서 빈곤한 가정의 아들로 태어났다. 판보이쩌우의 아버지는 가난한 인텔리로서, 성장하면서 그의 아버지의 영향을 받아 유학 경전과 고전 등을 배우고 자주독립과 애국사상을 익혔다. 1904년 베트남 유신회를 결성하였고, 원조를 요청하기 위해 1905년 일본으로 건너갔으나 실패하였다. 그러나 그곳에서 량치차오 등의 사상가를 만나 교류할 수 있었다. 이후 동유운동으로 베트남 청년들을 일본에 유학하게 하여 신사상을 보급하려 하였다.
1907년, 1909년 일본에서 쫓겨나 타이로 망명했다. 신해혁명이 일어나자 광둥으로 향한 판보이쩌우는 유명무실해진 베트남 유신회를 해산하고 1912년 베트남 광복회를 조직하였다. 이후 몇 번의 투옥을 겪으면서도 중국에서 베트남의 독립 운동을 이끌었다.